# Marciano Bruma
Marciano Bruma (geboren als Marciano van Homoet) (Rotterdam, 7 maart 1984) is een Nederlands voormalig profvoetballer die als verdediger speelde.

## Carrière
Bruma speelde in zijn jeugd voor Feyenoord, maar maakte zijn profdebuut voor stadgenoot Sparta. Hij deed dat op 27 augustus 2004 in de wedstrijd Excelsior-Sparta Rotterdam (2-3) in de eerste divisie en speelde dat jaar 23 wedstrijden, waarin hij eenmaal scoorde. Via de nacompetitie promoveerde de verdediger met zijn ploeg naar de Eredivisie, maar hierin speelde hij nauwelijks. Zijn contract bij Sparta liep in 2007 af.
Sinds het seizoen 2007/2008 kwam Bruma uit voor Barnsley FC in het Engelse Championship. Dat verlengde na twee seizoenen zijn contract niet, waardoor Bruma clubloos was. Na een proefstage van een week tekende Bruma voor het seizoen 2009-2010 een contract bij eredivisionist Willem II. Bruma maakte zijn debuut in de uitwedstrijd tegen PSV (3-1 nederlaag). Hij kwam op 26 september 2009 na de rust in het veld voor Jens Janse.
In juli 2010 tekende hij, na een proefperiode, een contract bij het Poolse Arka Gdynia dat uitkomt in de Ekstraklasa. Nadat hij was gedegradeerd met deze club in het seizoen 2010/2011, strikte de Poolse club Lech Poznań Bruma met ingang van het nieuwe seizoen 2011/2012. Hij speelde in 2012 enkele maanden bij Rijnsburgse Boys, waarna hij in de zomer van 2014   naar Excelsior Maassluis ging. Tussen 2016 en 2018 kwam hij uit voor XerxesDZB. Hierna speelde hij nog voor VV Hillegersberg, VV Zwaluwen en CSV Zwarte Pijl.

## Naam
Bruma werd geboren als Marciano van Homoet, met de achternaam van zijn vader. Hij nam de naam van zijn moeder aan: Bruma, omdat deze naam makkelijker uit te spreken zou zijn. Toen Barnsley hem bij de FA wilde inschrijven, ontstonden er problemen omdat op zijn geboorteakte Van Homoet staat. In Engeland staat de speler daarom bekend als Marciano van Homoet. Marciano Bruma is de broer van Jeffrey Bruma. Oud-prof Fabian Wilnis is zijn oom.